# Виноградова, Софья Александровна
Со́фья Алекса́ндровна Виногра́дова (23 ноября 1929, Старая Русса, СССР — 23 июля 2021 года, Москва, Россия) — советская артистка балета и педагог. Заслуженная артистка РСФСР (1969).

## Биография
Софья Виноградова родилась 23 ноября 1929 года в городе Старая Русса  Новгородской области. С 1930 года проживала в Москве.
В 1938 году поступила в Хореографическое училище при ГАБТ СССР. Во время обучения занималась у педагогов Н. И. Тарасова , М. Т. Семёновой, А. М. Мессерер, С. М. Мессерер. Большой вклад в её исполнительское искусство внесла О. В. Лепешинская.
Репетировала «Спящую красавицу» с Е. П. Гердт. Проходила сценическую практику, участвуя в спектаклях Большого театра. Окончила Московское хореографическое училище в 1947 году по классу Марии Леонтьевой.

## Карьера
В 1949 года начала танцевать в Московском музыкальном театре имени К. С. Станиславского и Вл. И. Немировича-Данченко, где до 1976 года исполняла ведущие партии и работала с выдающимися балетмейстерами. Запомнилась ролями в балетах «Лебединое озеро» и «Снегурочка» В. П. Бурмейстера, «Берег надежды» И. Д. Бельского, «Франческа де Римини» и «Лесная фея» А. В. Чичинадзе, список продолжают «Корсар», «Эсмеральда», «Баядерка», «Пахита», «Спящая красавица», «Штраусиана», «Шопениана», и другие постановки.
В 1956 году на гастролях в Париже получила международную известность, исполнив партию Одетты-Одилии в балете «Лебединое озеро». Также гастролировала с театром в Италии, Германии, Финляндии, Югославии, Японии, странах Латинской Америки .
В 1969 года получила звание заслуженной артистки РСФСР.
Вошла в советскую энциклопедию.
В 1978 году окончила ГИТИС по специальности педагог-балетмейстер (курс Раисы Стручковой). После ухода со сцены занялась преподаванием, создала студию классического танца «Балет-фантазия» во Дворце на Миуссах. Среди учеников Софьи Александровны — студенты МГАХ и артисты Большого театра.

### Смерть
Скоропостижно скончалась 23 июля 2021 года в Москве на 92 году.